# 높이 나는 새 (영화)
《높이 나는 새》(영어: High Flying Bird)는 2019년 공개된 미국의 스포츠 드라마 영화이다. 스티븐 소더버그가 감독을, 터렐 앨빈 매크레이니가 각본을 맡았다. 2019 선댄스 영화제에서 전 세계 최초로 상영되었으며, 2019년 2월 8일에 넷플릭스를 통해 전 세계에 공개되었다.

## 출연

### 주연
- 안드레 홀랜드
- 재지 비츠

### 조연
- 멜빈 그렉
- 소냐 손
- 재커리 퀸토
- 제릴 프레스콧